# Tinh thảo đỏ
Tinh thảo đỏ (danh pháp khoa học: Eragrostis unioloides) là một loài thực vật có hoa trong họ Hòa thảo. Loài này được (Retz.) Nees ex Steud. mô tả khoa học đầu tiên năm 1854.